# Noční recepční (seriál)
Noční recepční (v anglickém originále The Night Manager) je britsko-americký televizní seriál režisérky Susanne Bier z roku 2016, v jehož hlavních rolích si zahráli Tom Hiddleston, Hugh Laurie, Olivia Colmanová, David Harewood, Tom Hollander a Elizabeth Debicki. Je natočen na motivy stejnojmenného románu Johna le Carré z roku 1993, který adaptoval a do období po roku 2011 zasadil David Farr. Seriál měl premiéru 21. února 2016 na britské televizní stanici BBC One, v USA byl poprvé vysílán na stanici AMC od 19. dubna 2016.

## Obsazení
| Tom Hiddleston      | Jonathan Pine, též známý jako Andrew Birch   |
| Hugh Laurie         | Richard Onslow Roper                         |
| Olivia Colmanová    | Angela Burr                                  |
| Tom Hollander       | major Lance Corkoran, též známý jako „Corky“ |
| Elizabeth Debicki   | Jed Marshall                                 |
| Alistair Petrie     | Sandy, lord Langbourne                       |
| Natasha Little      | Caroline, lady Langbourne                    |
| Douglas Hodge       | Rex Mayhew                                   |
| David Harewood      | Joel Steadman                                |
| Tobias Menzies      | Geoffrey Dromgoole                           |
| Antonio de la Torre | Juan Apostol                                 |
| Adeel Akhtar        | Rob Singhal                                  |
| Michael Nardone     | Frisky                                       |

## Produkce
V lednu 2015 bylo oznámeno, že seriál bude natočen v koprodukci BBC, AMC a The Ink Factory. Natáčení začalo na jaře 2015 v Londýně. Kromě tohoto města se natáčelo mimo jiné ve vesnici Hartland v anglickém hrabství Devon, na španělském ostrově Mallorca, v marockém Marrákéši a v jihošvýcarském horském městečku Zermatt.

## Kritika
Televiznímu seriálu se dostalo pozitivní kritiky. Britský deník The Sun jej označil za „nejlepší seriál všech dob“. Adam Sisman, životopisec autora knižní předlohy Johna le Carré, v článku pro deník The Daily Telegraph uvedl: „Od vydání knihy uplynulo již více než dvacet let a během té doby se jí dvě filmové společnosti pokusily adaptovat a neuspěly, se závěrem, že je nemožné příběh zkrátit do dvou hodin [délky filmu]. Tato šestihodinová adaptace však poskytuje pro román dostatek prostoru. Ačkoli se Hugh Laurie může zdát překvapivou volbou pro ztvárnění ‚nejhoršího člověka na světě‘, na plátně dominuje jako hrozivě věrohodný zloduch. Bystří diváci si mohou v pozadí jedné ze scén v restauraci povšimnout známé tváře: sám John le Carré zde má epizodní výstup, podobně jako ve filmech Nejhledanější muž a Jeden musí z kola ven. Objeví se však pouze na zlomek sekundy: mrkněte, a neuvidíte ho.“